# Malice in Wonderland

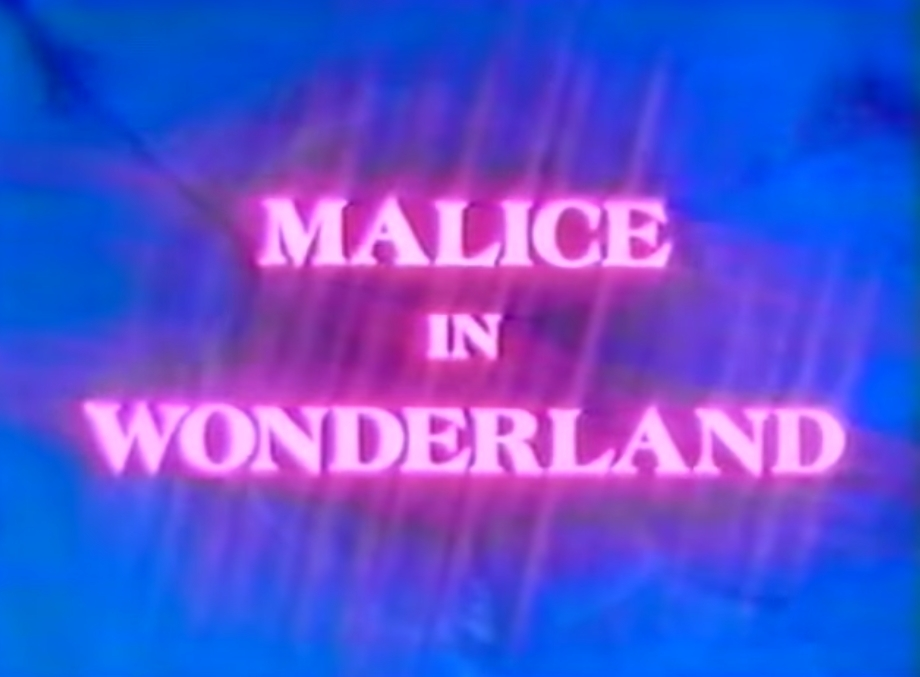
Imagen de la escena donde aparece el título del cortometraje: Malice in Wonderland.

Malice in Wonderland es un cortometraje independiente estadounidense dirigido por Vince Collins. Está libremente basada en el cuento de Lewis Carroll, Alicia en el país de las maravillas, mostrando imágenes surreales y un agresivo estilo de animación. Tiene una duración de 4 minutos.

## Trama
Un conejo blanco con propulsión jet entra por la vulva de una mujer hacia una versión del País de las Maravillas donde las personas y los objetos se voltean, cambian de forma y de identidad a toda velocidad. A partir de aquí las escenas aparecen como en la versión de Lewis Carroll. Oruga azul, la duquesa, Gato de Cheshire, El Sombrerero, y la reina de Corazones hacen su aparición, así como Alicia. Las imágenes, los objetos y los símbolos tienen muchas referencias sexuales. Al final, Alicia dice "Oh, qué sueño más extraño tuve".